# 武怡
武怡（1962年5月—），云南昆明人，汉族，中国共产党党员。中华人民共和国政治人物、第十三届全国人民代表大会云南省代表。

## 生平
2018年，武怡被选为云南省出席第十三届全国人民代表大会代表。